# Savitri
Savitri var i indisk mytologi den upp- och nedstigande solens gud.
Savitri är den som skapar ordning i.o.m. sin makt att styra människornas och djurens aktiviteter. Trots sin titel, Betvingaren, betraktas han som en välvillig gud. 